# Germán Valdés

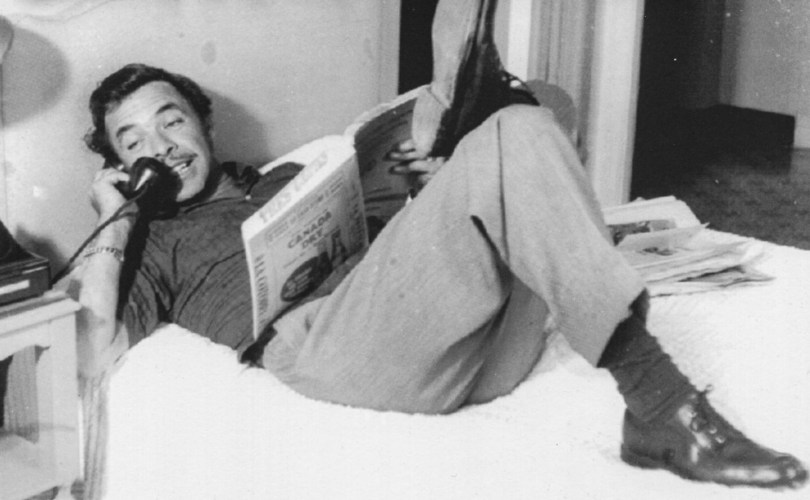
Germán Valdés nel 1953, a L'Habana Cuba

Germán Genaro Cipriano Gómez Valdés de Castillo, noto come Tin-Tan, (Città del Messico, 19 settembre 1915 – Città del Messico, 29 giugno 1973) è stato un attore, cantante e comico messicano.

## Biografia
Nato nella capitale messicana, ha iniziato la sua carriera a Ciudad Juárez, nello stato del Chihuahua in cui si trasferì nel 1931. Lavorò come speaker radiofonico prima di entrare a far parte di una compagnia di ventriloqui e tornare a Città del Messico. Durante la sua permanenza a Ciudad Juárez, in cui si recava spesso, riuscì a costruire un personaggio molto particolare, intriso di differenti tradizioni statunitensi e messicane. Aveva scelto, agli inizi della carriera, il soprannome di Topillo che significa truffatore, ma Tin Tan risultava essere più orecchiabile e musicale. 
Il gergo noto come pachuco e da lui adottato in molte delle sue pellicole, alcune delle quali realizzate con i fratelli Manuel "El Loco" Valdés e Ramón Valdés, fu uno degli aspetti pregnanti del suo lavoro. Si tende tradizionalmente a riconoscergli di aver reso famosa, grazie alla sua ironia e capacità di intrattenere, la lingua e in parte la cultura dei pachuco, termine che designa gli immigrati messicani che si trasferirono negli Stati Uniti (soprattutto in California) e che parlavano una lingua ibrida di spagnolo e inglese, divenuto noto come spanglish. La categoria da lui rappresentata era formata di persone in genere ben vestite — con zoot suits (abiti con pantaloni a vita molto alta e giacche lunghe e dalle spalle larghe) e con cappelli ornati di lunghe piume — e che assumevano atteggiamenti poco signorili. I pachuco furono inizialmente rappresentati quasi sempre come malavitosi (gangster) o comunque soggetti poco raccomandabili; in seguito, anche grazie a Valdés, le cose cambiarono, dando vita a un nuovo immaginario.
La capacità di esprimere due differenti identità etniche gli garantì la fama col soprannome di Tin Tan: lui stesso si definiva pocho, un messicano di Los Angeles.

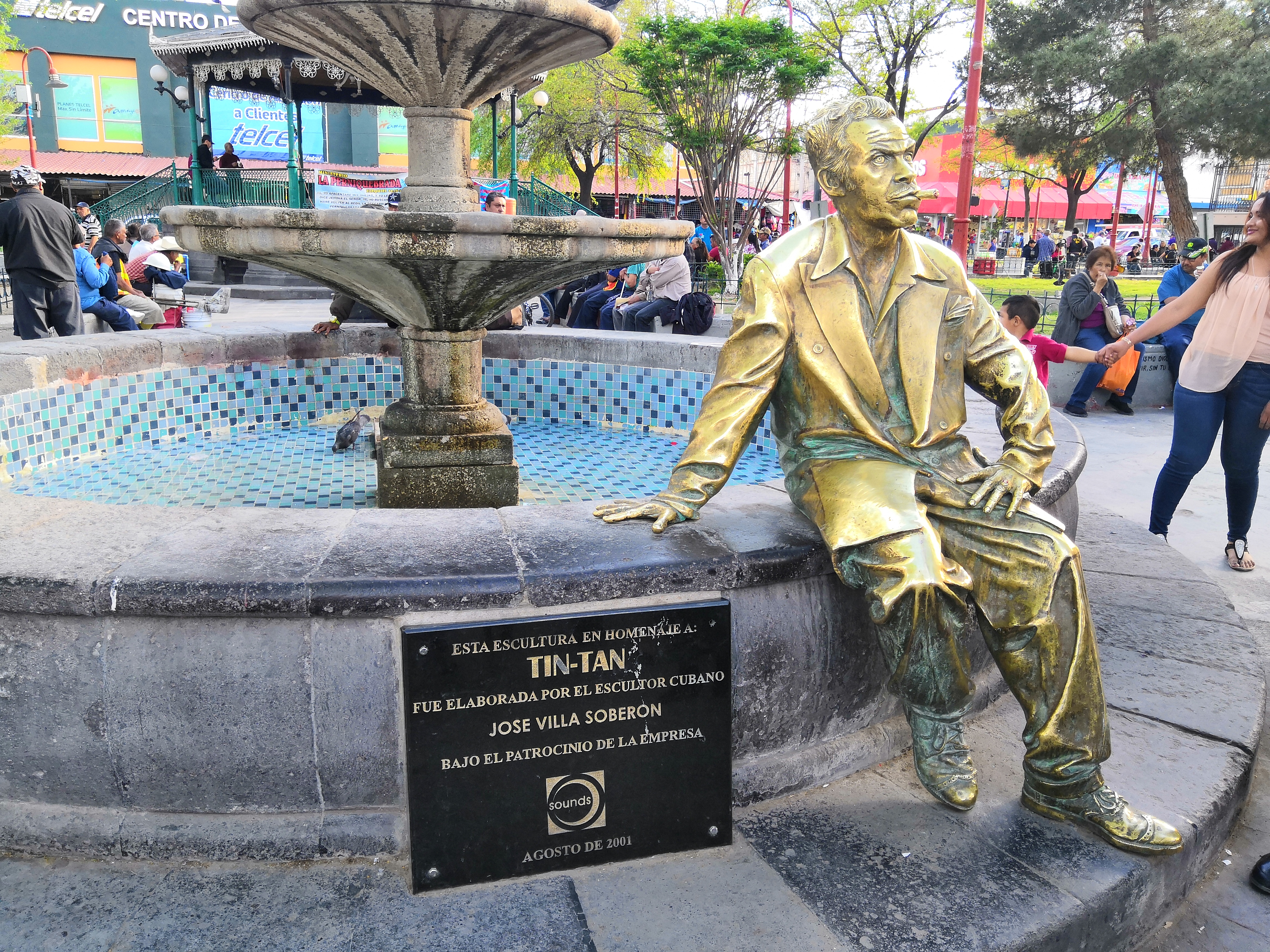
Statua di Germán Valdés nel centro di Ciudad Juárez

All'inizio degli anni Settanta, si ammalò di epatite, degenerata poi in cancro; la situazione precipitò definitivamente quando Valdés andò in coma epatico, spirando il 29 giugno 1973 a 57 anni. È sepolto nel Panteón Jardín, nel terreno dell'Asociación Nacional de Actores (ANDA), ubicato a San Ángel, nella Delegazione Álvaro Obregón, a sud di Città del Messico.
Il riconoscimento maggiore ottenuto fu la "Medalla Virginia Fábregas", una medaglia assegnata per 25 anni di servizio professionale dall'Associación de Actores de México.

## Filmografia
- Hotel de verano, regia di René Cardona (1944)
- El hijo desobediente, regia di Humberto Gómez Landero (1945)
- Song of Mexico, regia di James A. FitzPatrick  (1945)
- Hay muertos que no hacen ruido, regia di Humberto Gómez Landero (1946)
- Con la música por dentro, regia di Humberto Gómez Landero (1947)
- El niño perdido, regia di Humberto Gómez Landero  (1947)
- Músico, poeta y loco, regia di Humberto Gómez Landero  (1948)
- Calabacitas tiernas, regia di Gilberto Martínez Solares (1949)
- Soy charro de Levita, regia di Gilberto Martínez Solares (1949)
- No me defiendas compadre, regia di Gilberto Martínez Solares (1949)
- El rey del barrio, regia di Gilberto Martínez Solares (1950)
- La Marca del zorrillo, regia di Gilberto Martínez Solares (1950)
- También de dolor se canta, regia di René Cardona (1950)
- Simbad el Mareado, regia di Gilberto Martínez Solares (1950)
- El revoltoso, regia di Gilberto Martínez Solares (1951)
- ¡Ay amor... cómo me has puesto!, regia di Gilberto Martínez Solares (1951)
- ¡¡¡Mátenme porque me muero!!!, regia di Ismael Rodríguez (1951)
- Cuando las mujeres mandan, regia di Joseph G. Prieto (1951)
- El ceniciento, regia di Gilberto Martínez Solares (1952)
- El bello durmiente, regia di Gilberto Martínez Solares (1952)
- El mariachi desconocido, regia di Gilberto Martínez Solares  (1953)
- El Vizconde de Montecristo, regia di Gilberto Martínez Solares  (1954)
- Los lios de Barba Azul, regia di Gilberto Martínez Solares (1955)
- El médico de las locas, regia di Miguel Morayta (1956)
- El gato sin botas, regia di Fernando Cortés  (1957)
- Los tres mosqueteros y medio, regia di Gilberto Martínez Solares (1957)
- Refifí entre las mujeres, regia di Fernando Cortés (1958)
- Vagabundo y millonario de Miguel Morayta  (1959)
- La casa del terror, regia di Gilberto Martínez Solares (1960)
- Una estrella y dos estrellados, regia di Gilberto Martínez Solares (1960)
- El pandillero, regia di Rafael Baledón (1961)
- ¡Suicídate, mi amor!, regia di Gilberto Martínez Solares (1961)
- Pilotos de la muerte, regia di Chano Urueta (1962)
- El tesoro del rey Salomón, regia di Federico Curiel (1963)
- Face of the Screaming Werewolf, regia di Gilberto Martínez Solares e Rafael Portillo (1964)
- Los fantasmas burlones, regia di Rafael Baledón (1965)
- Loco por ellas, regia di Manuel de la Pedrosa (1966)
- Seis días para morir, regia diEmilio Gómez Muriel (1967)
- Duelo en El Dorado, regia di René Cardona (1969)
- El capitán Mantarraya, regia di Germán Valdés (1970)
- El ogro, regia di Ismael Rodríguez (1971)
- Chanoc contra el tigre y el vampiro, regia di Gilberto Martínez Solares (1972)
- Las tarántulas, regia di Gilberto Martínez Solares (1973)
- La disputa, regia di René Cardona Jr. (1974)
- La mafia amarilla, regia di René Cardona (1975)
- Noche de muerte, regia di René Cardona (1975)

## Doppiaggio
- 1967 : Il libro della giungla di Wolfgang Reitherman (voce di Baloo nell'edizione spagnola)
- 1970 : Gli Aristogatti di Wolfgang Reitherman (voce di Romeo nell'edizione spagnola)

## Il Museo Sala de Arte Germán Valdés Tin Tan

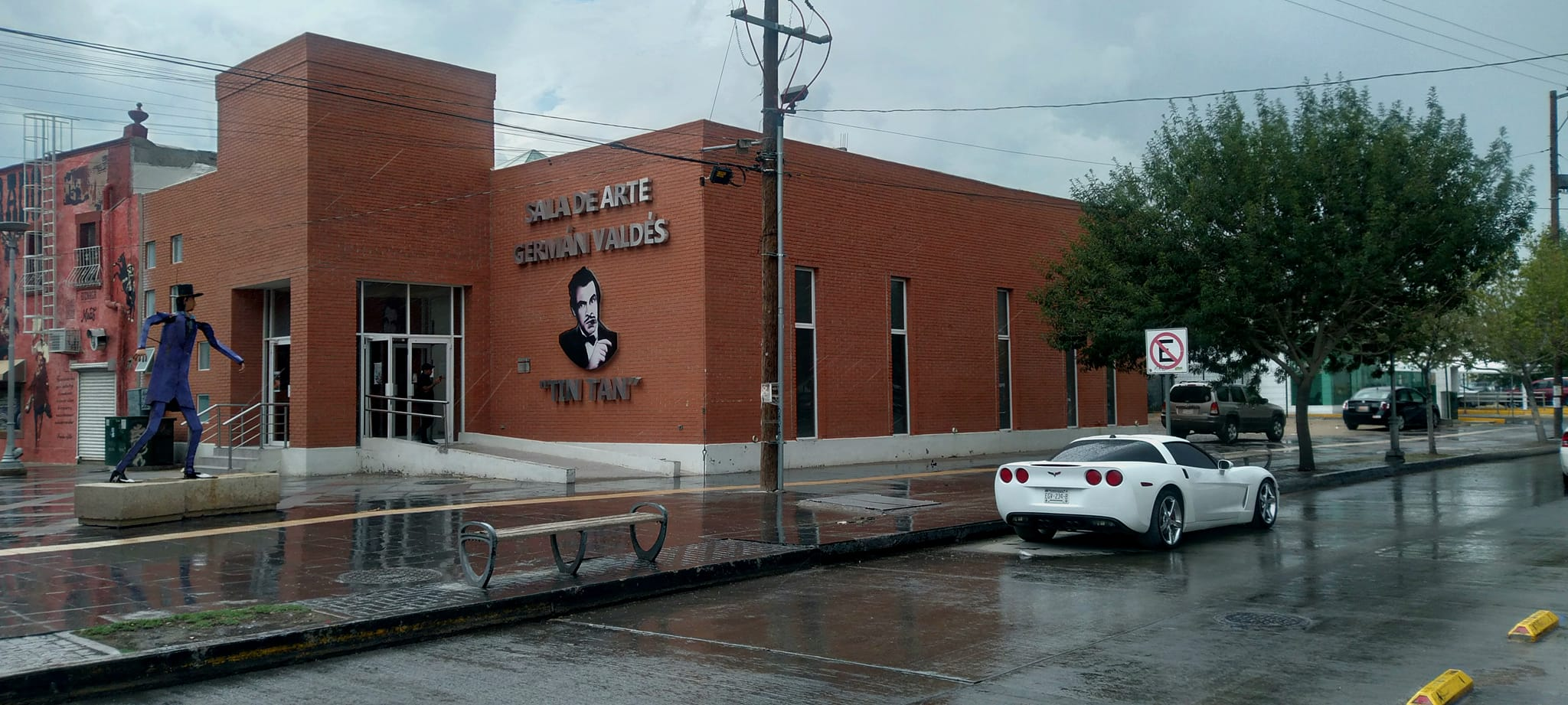
Museo Sala de Arte Germán Valdés Tin Tan

A Ciudad Juárez, nello stato di Chihuahua in Messico, a poche centinaia di metri dal centro storico, dall'8 agosto 2018, esiste il Museo Sala de Arte Germán Valdés Tin Tan, un Museo dedicato all'attore, il museo ospita un'esposizione permanente, con una collezione storica dell'attore, vi si trovano fotografie, locandine di film, medaglie, abiti, contratti di lavoro e documenti personali, dall'inizio della sua carriera nel 1945, fino alla morte avvenuta nel 1973. L'ingresso al museo e alla sala d'arte sono gratuiti.